# Коваленко Валентин Васильович
Валентин Васильович Коваленко (15 травня 1952, Гольма, Одеська область) — український правознавець. Генерал-лейтенант міліції. Доктор юридичних наук (2004), Професор (2007), Член-кореспондент Національної академії правових наук України; Ректор Київського національного університету внутрішніх справ (2010—2014); Член Конституційної Асамблеї (з 05.2012); Заслужений юрист України

## Біографія
Народився 15 травня 1952 року в селі Гольма, Балтського району на Одещині. Закінчив середню школу 1969 року. У період 1970—1972 року проходив службу у Збройних силах СРСР у військах протиповітряної оборони. Трудову діяльність розпочав у органах внутрішніх справ. З 1972 до 2005 року обіймав посади майстра, начальника загону, начальника спецзагону, помічника начальника з політико-виховної роботи з особовим складом відділів внутрішніх справ Дніпропетровського та Київського облвиконкомів. 1976 року закінчив Львівську спеціальну школу підготовки керівництва МВС СРСР (нині — Львівський університет внутрішніх справ) із присвоєнням кваліфікації «Юрист». 1980 року закінчив Київську вищу школу МВС СРСР ім. Ф. Е. Дзержинського (нині — Національна академія внутрішніх справ).
З 1988 по 1999 рік обіймав посади, пов'язані з навчально-методичною, науково-педагогічною та управлінською діяльністю: ад'юнкт кафедри кримінології, викладач, старший викладач, доцент, начальник докторантури та ад'юнктури, проректор з роботи з особовим складом Київського інституту внутрішніх справ при академії внутрішніх справ.
З 1999 по 2005 рік був направлений з Міністерства внутрішніх справ у розпорядження державних органів: Координаційного комітету з питань протидії корупції та організованій злочинності при Президентові України для роботи у міжвідомчому науково-дослідному центрі з проблем боротьби з організованою злочинністю, злочинністю проти особи та держави, де обіймав посади начальника відділу, керівника Головного контрольного управління, заступника Глави Адміністрації Президента України — начальника Головного управління з питань судової реформи, діяльності військових формувань та правоохоронних органів.
У період 2005—2006 рр. — директор Інституту права імені Князя Володимира Великого.
З 2006 до 2010 року — заступник головного вченого секретаря Національної академії правових наук України.
З 2010 до 2014 року — ректор Київського національного університету внутрішніх справ.
У 2014—2018 рр. — проректор з міжнародного співробітництва Європейського університету.
У 2018—2019 рр. — Професор кафедри адміністративного, фінансового та банківського права Інституту права імені князя Володимира Великого Міжрегіональної академії управління персоналом.
З березня 2020 року — провідний науковий співробітник сектору авторського права та спільних прав лабораторії авторського права та інформаційних технологій Науково-дослідного центру суднової експертизи з питань інтелектуальної власності Міністерства юстиції України.

## Наукова діяльність

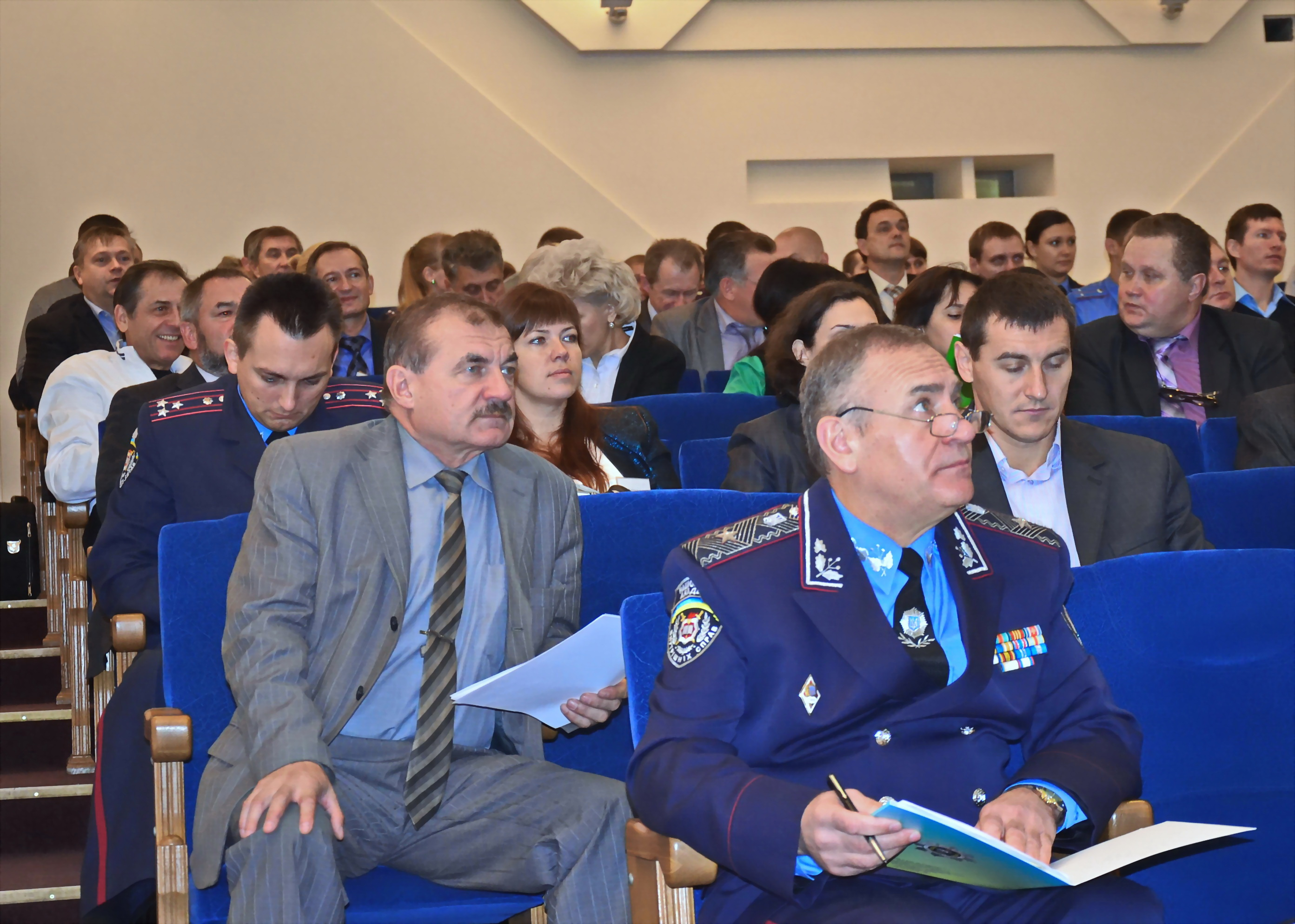
В колі учасників конференці

У 1991 році захистив дисертацію «Класифікація покарань осіб, які вперше засуджені до позбавлення волі» на здобуття наукового ступеня кандидата юридичних наук. Вчене звання доцента присвоєно 1997 року. 2004 року захистив дисертацію «Організація профілактики економічних злочинів в Україні» на здобуття наукового ступеня доктора юридичних наук. Вчене звання професора присвоєно у 2007 році. 2009 року обраний член-кореспондентом Академії правових наук України (нині — Національна академія правових наук України). 2013 року обраний академіком Академії наук вищої освіти України. Того ж року йому було надано академічне вчене звання Почесного професора Академії фінансової поліції Республіки Казахстан. Премію імені Ярослава Мудрого присуджено за видатні досягнення у науково-дослідній діяльності у галузі права у 2013 році. 
Має свою наукову школу. Підготував 4 доктори та 13 кандидатів юридичних наук. Напрями наукової діяльності: проблеми існування злочинності, правові аспекти боротьби зі злочинністю (зокрема організованою) у сфері економіки, а також питання управління, координації, взаємодії та діяльності правоохоронних органів щодо боротьби зі злочинністю, тероризмом та нейтралізації терористів.

## Автор наукових праць
Опублікував понад 150 наукових та науково-методичних праць, серед яких: «Контрабанда: засоби попередження та протидії» (2001), «Психологічні особливості організованих злочинних угруповань (використання психологічних знань у боротьбі з організованою злочинністю)» (2002), «Тероризм: стан та міжнародний досвід боротьби» (2003), «Профілактика економічної злочинності в Україні: концептуальні засади, організаційно-правові засади, проблеми управління»: монографія (2004), «Недержавна юстиція в Україні»: монографія (2006), Виправно-трудовий кодекс України (2007), «Психологія та педагогіка»: підручник (2007), «Неурядові громадські організації в Україні»: навчальний посібник (2007), «Правова система України: історія, стан та перспективи: у 5 т. Т. 5: Кримінально -правові науки Актуальні проблеми боротьби зі злочинністю в Україні» (у співавторстві, 2008 (укр.), 2011 (рос.), 2013 (англ.), «Основи державного управління: монографія» (2009), Адміністративна (поліцейська) діяльність органів внутрішніх справ України. Особлива частина: підручник (у співавторстві, 2011, 2012), Адміністративна (поліцейська) діяльність органів внутрішніх справ України. Спеціальна частина": підручник (у співавторстві, 2011, 2012), «Кримінально-виконавчий кодекс: науково-практичний коментар» (у співавторстві, 2011), «Профілактика злочинів: монографія» (2011), «Віктимологічні засади боротьби зі злочинами в установах виконання покарань України»: монографія (у співавторстві, 2012); у співавторстві, 2012), «Кримінальний процесуальний кодекс України: Науково-практичний коментар: у 2 т. Т. 2 (у співавторстві, 2012), „Кримінологічна характеристика осіб, засуджених до покарань, не пов'язаних із позбавленням волі“: монографія співавторстві, 2012), „Психологія та педагогіка“ (2013), «Адміністративне право України. Особлива частина»: підручник (у співавторстві, 2013 р.), „Організаційно-правові заходи протидії протиправній діяльності кримінальних лідерів в установах пенітенціарної системи України“ (2016 р.). „Методика розслідування розкрадань особистого майна у пасажирів залізничним транспортом України“: монографія/ Гумін А. M., Гула Л. Ф., Коваленко В. В. та ін.; наук. ред. А. М. Гуміна. Львів: Львів. ГУВС, 2019. 328 с. Кримінальне право України: Загальна частина. Практикум»: навчальний посібник, 2019. 932 с. «Застосування в Україні заходів фізичного впливу, спеціальних заходів та зброї до засуджених, позбавлених волі: правові підстави, теорія та практика»: підручник / за ред. А. Р. Колба. Луцьк, 2020. 696 с. «Концептуальні засади застосування фізичної сили, спеціальних засобів та зброї у місцях позбавлення волі»: монографія (у співавторстві) Львів: Львівська політехніка, 2020. 440 с. «Право засуджених до позбавлення волі на гуманне звернення та повагу до їхньої людської гідності»: підручник / за ред. В. В. Коваленко та А. Г. Колба. Луцьк: ПП «Волинська друкарня», 2021. 204 с.

## Громадська діяльність
Активно займається як науковою, так і громадською діяльністю: входив до персонального складу членів Конституційної Асамблеї, член робочої групи з реформи кримінального правосуддя, Координаційного комітету протидії корупції та організованої злочинності при Президентові України, учасник парламентських слухань «Про реформування системи органів МВС України та впровадження європейських стандартів», член авторського колективу з підготовки Науково-практичного коментаря Кримінального процесуального кодексу України та робочої групи з реформування прокуратури та адвокатури. У рамках спільної програми Європейського Союзу та Ради Європи брав участь у розробці проекту «Посилення боротьби з жорстоким поводженням та безпекою». Входив до складу наукової ради щодо координації фундаментальних правових досліджень Національної академії наук України. Заступник голови, голова Київської міської організації «Союз юристів України», член виконкому української секції Міжнародної поліцейської асоціації та Науково-експертної ради при голові Київської обласної державної адміністрації.

## Нагороди та відзнаки
- Орден «За заслуги» III ст. (08.2011).[10].
- Премія імені Ярослава Мудрого (2013)